# Savita Diana Wagner
Savita Diana Wagner, Kampfname Snake (* 21. Juni 1987 in Bonn; † 31. Januar 2024 bei Makijiwka zwischen Lyman und Swatowe) war eine deutsche Freiwillige, die nach dem Überfall Russlands auf die Ukraine zunächst als humanitäre Helferin in die Ukraine ging, später als Sanitäterin in der Ukrainischen Armee diente und als solche im Einsatz getötet wurde. 

## Leben
Savita Wagner galt als hochbegabt. Als Erwachsene wurde bei ihr Autismus diagnostiziert. Sie sah diese psychische Disposition später im Sanitätseinsatz als Vorteil an, weil sie meinte, dass sie dadurch Emotionen in Gefahrensituationen besser beiseite schieben konnte. Ein Medizinstudium brach sie nach zwei Jahren ab, arbeitete für einige Zeit als Nachhilfelehrerin und Webdesignerin. 2018 heiratete sie einen kanadischen Sofwareentwickler, den sie in Köln kennen gelernt hatte, und zog mit ihm nach Halle, wo sie ein Mathematikstudium begann. 
In ihrem Tagebuch äußerte sie schon direkt nach dem Angriff Putins auf die gesamte Ukraine im Februar 2022 eine tiefe Betroffenheit und den Drang, aktiv zu helfen. Sie fuhr in die Ukraine, nahm Kontakt zu NGOs auf und war bereits im März als Fahrerin für Hilfsgüter engagiert. Sie war zuvor noch nie in der Ukraine gewesen und lernte ukrainisch erst vor Ort, auch durch Onlineunterricht. Anfang April chauffierte sie Journalisten in die kürzlich befreiten Orte rund um Kyiv. Sie wurde damit eine der ersten Augenzeugen der Kriegsverbrechen in Butscha, wo sie noch die Leichen von ermordeten Zivilisten in den Straßen liegen sah.
Dieses Erlebnis war der Auslöser für ihren Entschluss, in die ukrainische Armee einzutreten. Sie wollte nicht nur die Symptome behandeln, sondern die Ursache beseitigen. Nach zwei Monaten Grundausbildung wurde sie im Juni 2022 zunächst fälschlicherweise als Infanteristin eingesetzt, bald aber – gemäß ihrer medizinischen Vorkenntnis – als Sanitäterin.
In ihrem Tagebuch bzw. in ihrem Blog auf Tumblr beschreibt sie eindrücklich die Strapazen des Krieges: das Leben im Schützengraben, den Wechsel zwischen Hitze und Kälte, die Plage durch Mücken und anderes Getier, Todesangst, Erschöpfungszustände bis zum Lebensüberdruss, Schreie der Verletzten, Versorgung der Verletzten im Krankentransporter unter voller Fahrt etc.
Ihrer Mutter verschwieg sie, dass sie an vorderster Front eingesetzt war, um ihr Angst und Sorgen zu ersparen. Sie gab statt dessen vor, in einem Medizinstützpunkt ca. 50 km hinter der Front eingesetzt zu sein. In Wirklichkeit war sie meist im Wechsel ein paar Tage direkt an der Frontlinie und ein paar Tage in einem Haus in einem Dorf etwas weiter dahinter eingesetzt.
Sie war in der ersten Zeit bis Oktober 2022 an der Schlacht um Charkiw beteiligt und unter anderem in Virnopillya (Вірнопілля) stationiert, wenige Kilometer südwestlich von Isjum. Ihr Ehemann und ihre Mutter besuchten ein Jahr nach ihrem Tod das Haus, in dem sie untergebracht gewesen war, und fanden dort noch von ihr zurückgelassene Utensilien.
Anfang Januar 2024 traf sie erstmals seit Kriegsbeginn wieder ihre Mutter und ihren Ehemann, als diese sie in der Ukraine besuchten. Sie vereinbarte mit ihrem Ehemann einen Zeitraum, nach welchem ihr Einsatz beendet sein, und sie zurückkommen solle.
Am 31. Januar 2024 wurde sie beim Versuch, zwei Verwundete zu bergen, von einem Granatsplitter an der Halsschlagader verletzt und verstarb noch vor Ort. Die Trauerfeier fand unter militärischen Ehren im Michaelskloster statt, die Beisetzung auf einem Ehrenfriedhof für ukrainische Gefallene in Kiew.